# HD 55344
HD 55344，又名BD-20 1767，SAO 173168、HR 2716，是一颗恒星，视星等为5.84，位于銀經233.8，銀緯-5.11，其B1900.0坐标为赤經7h 7m 22.8s，赤緯-20° -5.11′ 2″。